# 13369 Youngblood
13369 Youngblood è un asteroide della fascia principale. Scoperto nel 1998, presenta un'orbita caratterizzata da un semiasse maggiore pari a 3,126098 UA e da un'eccentricità di 0,146683, inclinata di 1,340468° rispetto all'eclittica. Ha un diametro di 12,812 km e un periodo di rotazione di 63,314 ore.